# 斯蒂凡·弗尔斯特
莫瀚·斯蒂凡·马提斯·弗尔斯特（Mohan Stefan Matthis Fölster，1959年6月23日—）是一名瑞典经济学家和作家。他现任瑞典改革研究所所长和瑞典皇家理工学院（KTH）副教授。

## 经历
弗尔斯特1959年出生于德国，他的外祖父和外祖母分别是瑞典著名经济学、诺贝尔经济学奖获得者贡纳尔·默达尔与瑞典社会学家、政治家、诺贝尔和平奖获得者阿尔瓦·默达尔。他早年生活在德国，后赴美国加州大学洛杉矶分校与英国牛津大学学习经济学。毕业后，弗尔斯特曾在瑞典的多家研究机构工作，包括瑞典财政部、斯德哥尔摩大学和瑞典产业经济研究所。1998到2001年间，他担任瑞典HUI研究所所长，并于2001-2012年间担任瑞典企业联合会首席经济学家。
弗尔斯特撰写了多本关于经济改革的著作。2015年，他与邓达德（Dag Detter）合作撰写了《The Public Wealth of Nations: How Management of Public Assets Can Boost or Bust Economic Growth》一书，由Palgrave Macmillan出版社出版。该书被《经济学人》杂志和《金融时报》评为2015年度最佳图书。2016年其中文版《新国富论：撬动隐秘的国家财富》由上海世纪出版集团出版。弗尔斯特于2015年出版了瑞典语著作《机器人革命：瑞典的新机器时代》，2014年他与Nima Sanandaji合作撰写了《改革复兴运动》一书。其它英文著作包括2010年出版的《福利国家的改革》、2006年出版的《企业家精神与经济增长》。他还参与撰写了1996年出版的论文集《福利国家改革：瑞典模式》。